# عامة

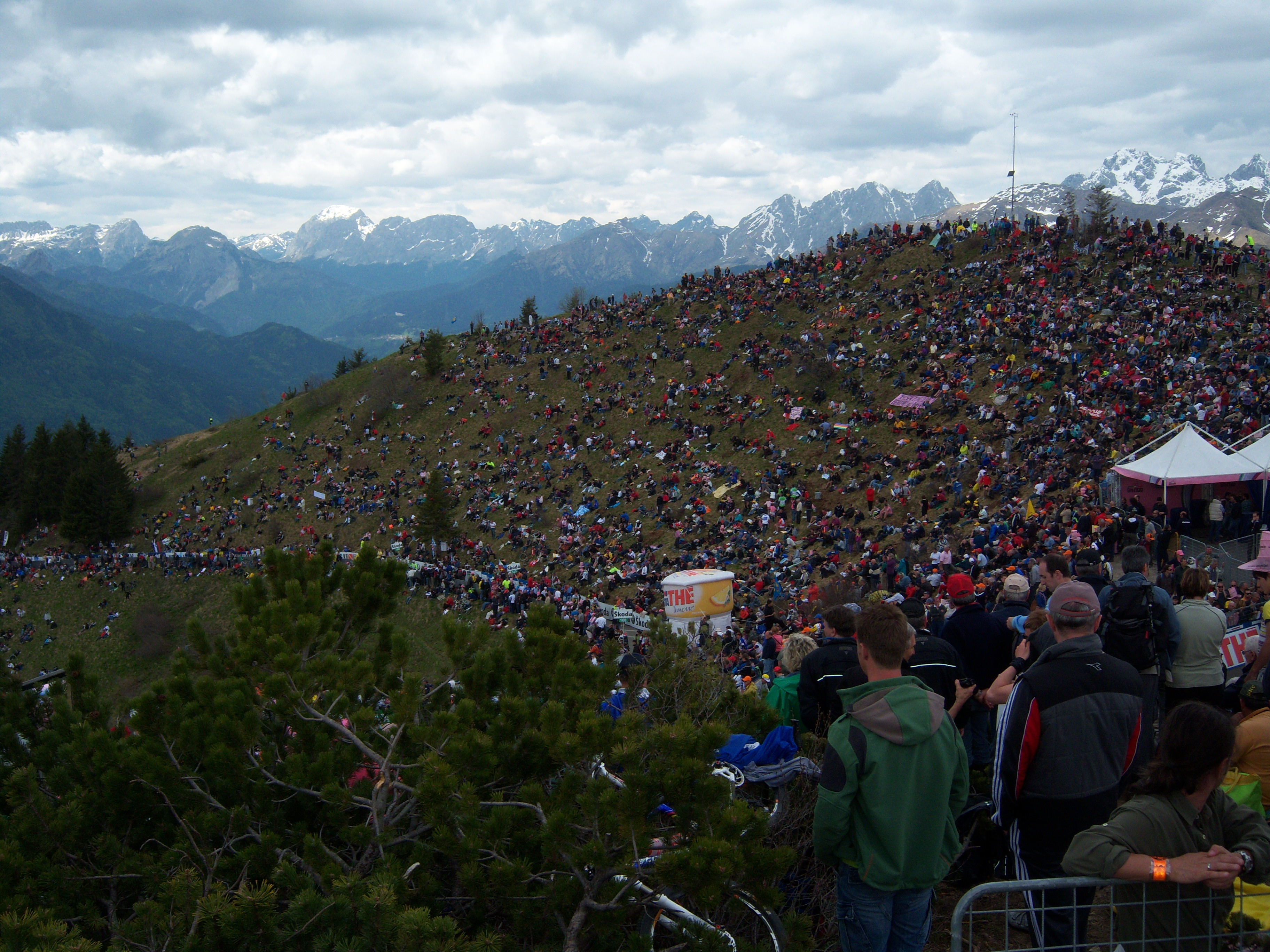

العامة، (بالإنجليزية: Public)‏، في العلاقات العامة، وعلوم الاتصال، الجمهور هو مجموعات من الأفراد، والشعب (المعروف أيضًا باسم الجمهور العام) هو إجمالي هذه التجمعات.
تم تعريف مفهوم «الجمهور» أيضًا، في العلوم السياسية، وعلم النفس، والتسويق، والإعلان.
في العلاقات العامة، وعلوم الاتصال، تعد واحدة من أكثر المفاهيم الغامضة في هذا المجال، على الرغم من أنه يحتوي على تعريفات في نظرية المجال، التي تم صياغتها من أوائل القرن العشرين فصعودا.. حيث عانت في السنوات الأخيرة من عدم وضوحها، نتيجة لخلط فكرة «الجمهور» مع مفاهيم "الأمة"، شريحة السوق، المجتمع، والناخبين، وأصحاب المصالح.

## أصل الكلمة، والتعاريف
ينشأ اسم «الجمهور» من الجمهور في اللغة اللاتينية، (أيضًا poplicus)، إلى اللغة الإنجليزية "populace"، ويشير بشكل عام إلى بعض الكتلة السكانية ("الشعب") مع بعض الأمور ذات الاهتمام المشترك.
إذا في العلوم السياسية، والتاريخ، الجمهور هو: مجموعة من الأفراد المهتمين في الشؤون المدنية، أو شؤون المكتب، أو الدولة.. في علم النفس الاجتماعي، والتسويق، والعلاقات العامة، يكون للجمهور تعريف أكثر ظرفية.
عرّف جون ديوي (Dewey 1927)، الجمهور بأنه مجموعة من الأشخاص الذين يواجهون مشكلة مماثلة، يتعرفون عليها، وينظمون أنفسهم لمعالجتها.. وبالتالي فإن تعريف ديوي للجمهور هو ظرفي: «الناس منظمون حول وضع معين».
بني على هذا التعريف النظرية الظرفية للجمهور، بقلم جيمس إي. جرونيج (Grunig 1983)، الذي يتحدث عن:
- الجمهور (الذين ليس لديهم مشكلة)،
- والجماهير الكامنة (الذين لديهم مشكلة)،
- والجمهور الواعي (الذين يدركون أن لديهم مشكلة)،
- والجمهور النشط (الذين يفعلون شيئا حيال مشكلتهم).

في العلاقات العامة، ونظرية الاتصال، يختلف الجمهور، عن صاحب المصلحة، أو السوق.. فالجمهور عبارة عن مجموعة فرعية، من مجموعة أصحاب المصلحة الخاصة بالمنظمة، والتي تضم الأشخاص المعنيين بقضية معينة. في حين أن للسوق علاقة تبادلية مع منظمة، وعادة ما يكون كيانًا سلبيًا تم إنشاؤه من قبل المنظمة، فإن الجمهور ليس لديه بالضرورة علاقة تبادلية، وهو يقوم بإنشاء نفسه وتنظيمه الذاتي.
يتم استهداف الجمهور بجهود العلاقات العامة. في هذا، الجمهور المستهدف هم أولئك الذين تكون مشاركتهم ضرورية لتحقيق أهداف المنظمة؛ الجمهور المتدخل هو منظمو الرأي والوسطاء الذين ينقلون المعلومات إلى الجمهور المستهدف؛ والتأثيرات هي الجماهير التي يلجأ إليها الجمهور المستهدف للتشاور، والتي تؤثر أحكام قيمتها على كيفية حكم الجمهور المستهدف على أي مادة من مواد العلاقات العامة.
غالبًا ما يتم استهداف الجمهور بشكل خاص، فيما يتعلق بالأجندات السياسية، حيث أن تصويتهم ضروري من أجل تعزيز تقدم القضية. كما رأينا في ماساتشوستس بين عامي 2003 و 2004، كان من الضروري «كسب كتلة حرجة من الدول، وكتلة حاسمة من الدعم العام» من أجل تمرير زواج المثليين في الكومنولث.
.

## الجمهور الاجتماعي
الجمهور الاجتماعي، عبارة عن مجموعات من الأشخاص، توحدهم أفكار، أو أيديولوجية، أو هوايات مشتركة.
الجمهور المتصل بالشبكة عبارة عن جمهور اجتماعي تمت إعادة هيكلته اجتماعيًا، من خلال الربط الشبكي للتقنيات. على هذا النحو، فهي في وقت واحد على حد سواء (1) المساحة التي تم إنشاؤها من خلال التقنيات المتصلة بالشبكة، و (2) المجموعة المتخيلة التي تنشأ بالتالي نتيجة تقاطع الأشخاص، والتقنيات المشتركة، وممارساتهم.